# 貴司山治
貴司 山治（きし やまじ、本名：伊藤 好市、明治32年（1899年）12月22日 - 昭和48年（1973年）11月20日）は、日本のプロレタリア文学の小説家、劇作家。

## 来歴・人物
徳島県鳴門市鳴門町高島生まれ。新聞記者などの職業を経て文筆家となる。
昭和2年（1927年）、朝日新聞が阪東妻三郎のために「五千円」（当時）の懸賞をかけ、映画小説を募集。本名伊藤好市名でこれに応募した『霊の審判』が一等入選。朝日新聞紙上で連載される。
昭和3年（1928年）、松竹配給・阪妻プロ製作で新春早々に『霊の審判』映画化が発表され話題となるが、松竹と阪妻の思惑が一致せず、三月封切りの予定が結局製作中止となる。
昭和4年（1929年）日本プロレタリア作家同盟の創立に参加し、プロレタリア文学の大衆化を唱える。
昭和5年（1930年）の「ゴー・ストップ」が代表作といわれる。
昭和6年（1931年）、京都に病臥中の労働運動の活動家の谷口善太郎を訪ね、労働運動とプロレタリア文学運動との関連性を説き、谷口に小説を書くことを勧め、谷口はそれにこたえて同年「綿」を雑誌『ナップ』に発表し、作家としてたつことになった。
昭和8年（1933年）の小林多喜二の死後、企画された全集の編集担当となり、多喜二に関する資料の湮滅を防いだ。また、昭和9年（1934年）の作家同盟解散後には雑誌『文学案内』を主宰し、プロレタリア文学の書き手に発表舞台を提供するとともに、その雑誌上での志賀直哉との対談で多喜二に関する証言（奈良在住だった直哉のもとを多喜二がひそかに訪れていたこと）を引き出すなど、多喜二研究に寄与した。また、詩人の槇村浩の原稿を保管し、戦後に伝えたことも功績としてあげられる。
同盟の解散後は実録文学研究会を組織、戦時下は江戸後期の蘭学者や冒険家たちを描くことで比喩的に時勢を批判し、戦後は歴史文学研究会を組織した。墓所は青山霊園の無名戦士の墓。

## 著書
- 霊の審判 朝日新聞社 1927
- ゴー・ストップ 中央公論社 1930
- 暴露読本 改造社 1930
- 同志愛 先進社 1930
- 敵の娘 日本評論社 1930
- バス車掌七百人 新興書房 1932
- 石田三成 文学案内社 1935
- 名誉優先者 春陽堂書店 1941
- 海国兵談 春陽堂書店 1942
- 北進日本人 春陽堂書店 1942
- 大扶桑国 全国書房 1942
- 維新前夜 春陽堂 1941-42
- 青人草 春陽堂書店 1942
- ジョン・マン航海記 国華堂日童社 1943
- 最上徳内 昭森社 1943
- 盲竜図 聖紀書房 1943
- 藤田東湖 随筆 国民社 1943
- 戦国英雄伝 雷霆篇 錦城出版社 1944
- 洋学年代記 弘文社 1946
- 生ける人形 京北書房 1947
- 黎明を待つ人々 弘文社 1947
- 坂本竜馬 黎明日本の先駆 偕成社 1952
- 平賀源内 科学と発明の祖 偕成社 1953
- 北条時宗 救国の英傑 偕成社 1953
- 愛の高原 春陽文庫 1953
- 浪人絵巻 北辰堂 1955
- 美女千人城 新潮社 1958
- 刺青遊女 新説・十六夜清心 久保書店 1966